# Ferula lancerotensis
Ferula lancerotensis là một loài thực vật có hoa trong họ Hoa tán. Loài này được Parl. ex Hartung mô tả khoa học đầu tiên năm 1857.